# カトリック使徒教会

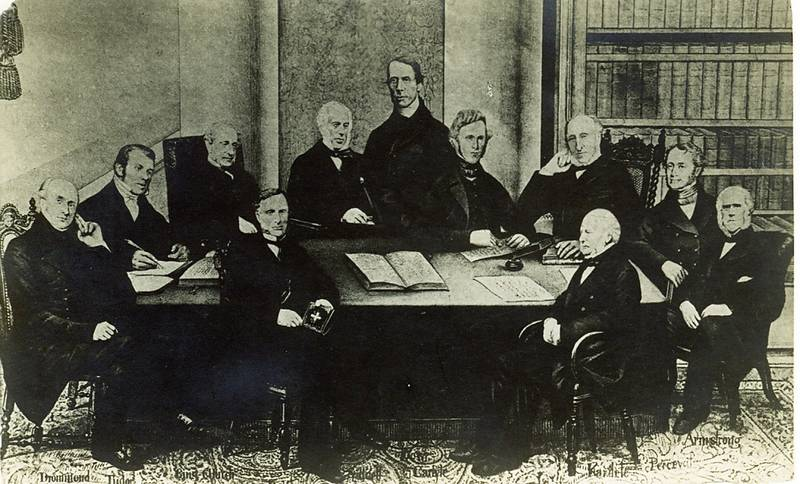
「12使徒」のうちの11人（1835 - 1855頃）

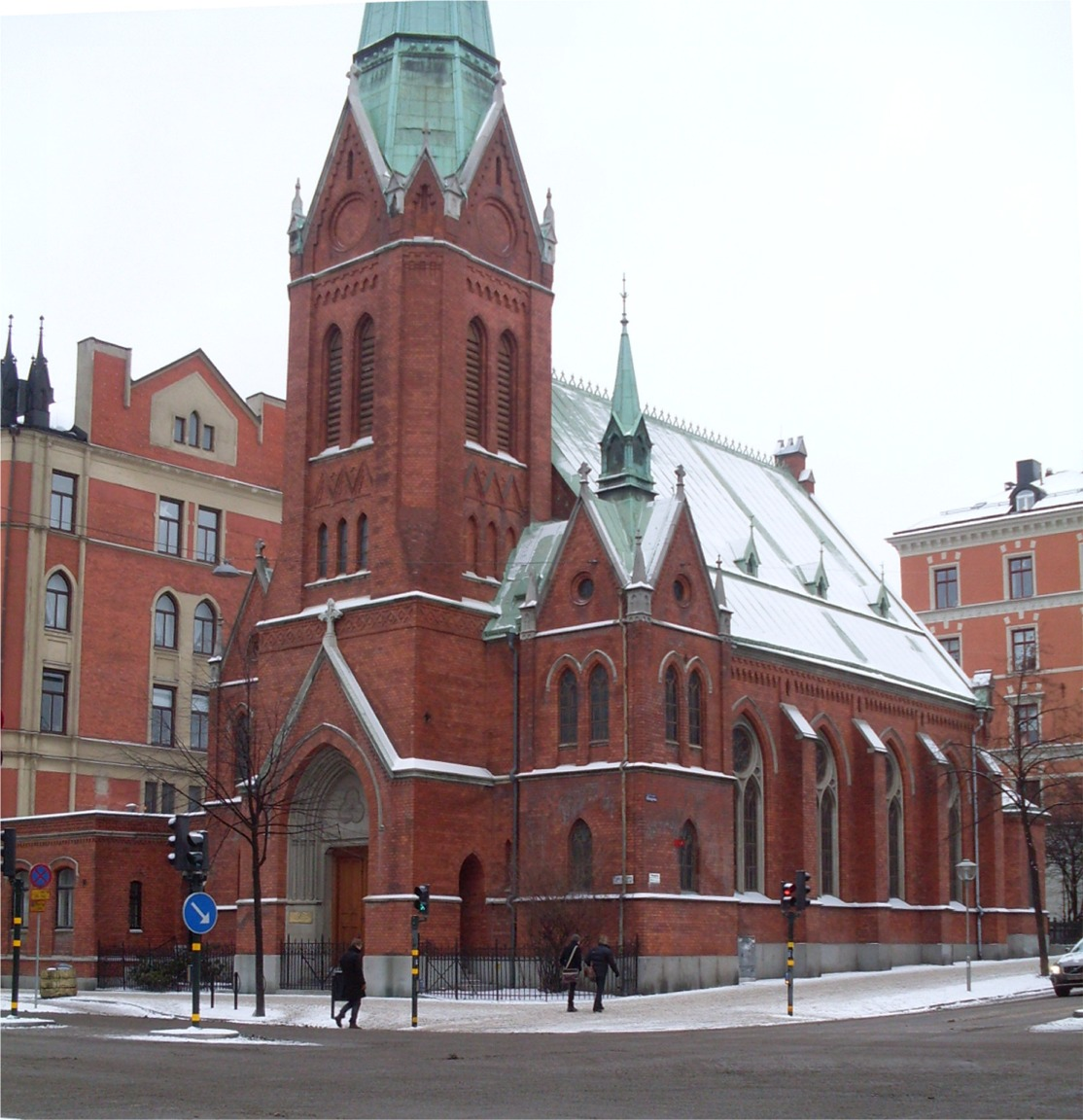
1889-1890に建てられたストックホルムのカトリック使徒教会の聖堂。1970年代以降に正教会に帰属。

カトリック使徒教会、（-しときょうかい、Catholic Apostolic Church）は、1832年にイングランドで始まり、のちドイツに広がり、1848年にはアメリカ合衆国に広がった、キリスト教系の教派。創設にあたって中心的役割を果たしたエドワード・アーヴィングからアーヴィング主義と呼ばれることもある。アーヴィングは1830年に「キリストの人性には罪が伴う」と表明したことにより、ロンドン長老教会より異端宣告を受け、1832年に教会を追放された。
特徴として、イエス・キリストの再臨への待望を強調するほか、カトリック教会に範をとる典礼・聖母崇敬、および使徒・天使と呼ばれる（他教派には無い）職を置いていることが挙げられる。1835年に12人の使徒が選ばれ、彼らの全てが再臨まで生きることが期待されていたが、使徒の中から再臨を見る事無く死亡した者が出たことで、同派の分裂がドイツで起きた。なお12人の使徒は1901年までで全て死に絶えた。
同派の分裂は19世紀、20世紀を通じて発生、複数の分派を形成した。